# Asura nubilalis
Asura nubilalis là một loài bướm đêm thuộc phân họ Arctiinae, họ Erebidae.